# Walter Gordon Wilson
Il maggiore Walter Gordon Wilson CMG (Blackrock, 21 aprile 1874 – Coventry, 1º luglio 1957) è stato un ingegnere irlandese, inventore e membro del Royal Naval Air Service britannico.
Nel 1919 fu accreditato dalla Royal Commission on Awards to Inventors come co-inventore del carro armato, insieme a sir William Tritton.

## Biografia
Fu un cadetto navale sulla HMS Britannia. Nel 1894 entrò al King's College di Cambridge, dove studiò le scienze meccaniche a Tripos, laureandosi con una laurea di primo livello, BA, nel 1897. Wilson fu "meccanico" per Charles Rolls in diverse occasioni mentre erano studenti universitari a Cambridge.
Interessato al volo a motore, collaborò con Percy Pilcher e Adrian Verney-Cave, in seguito Lord Braye, per tentare di realizzare un motore aeronautico dal 1898. Il motore era un bicilindrico piatto raffreddato ad aria e pesava solo 18 kg, ma poco prima di un volo dimostrativo, previsto per il 30 settembre 1899, subì un guasto all'albero motore. Non volendo deludere i suoi sostenitori, Pilcher decise di fare una dimostrazione su un aliante, che si schiantò e lo ferì a morte. Lo shock della morte di Pilcher, a soli 33 anni, mise fine ai piani di Wilson per i motori aeronautici, sebbene mantenne il concetto di bicilindrico piatto e lo usò nelle auto che successivamente fabbricò e chiamò Wilson-Pilcher.

## La Wilson-Pilcher 1900

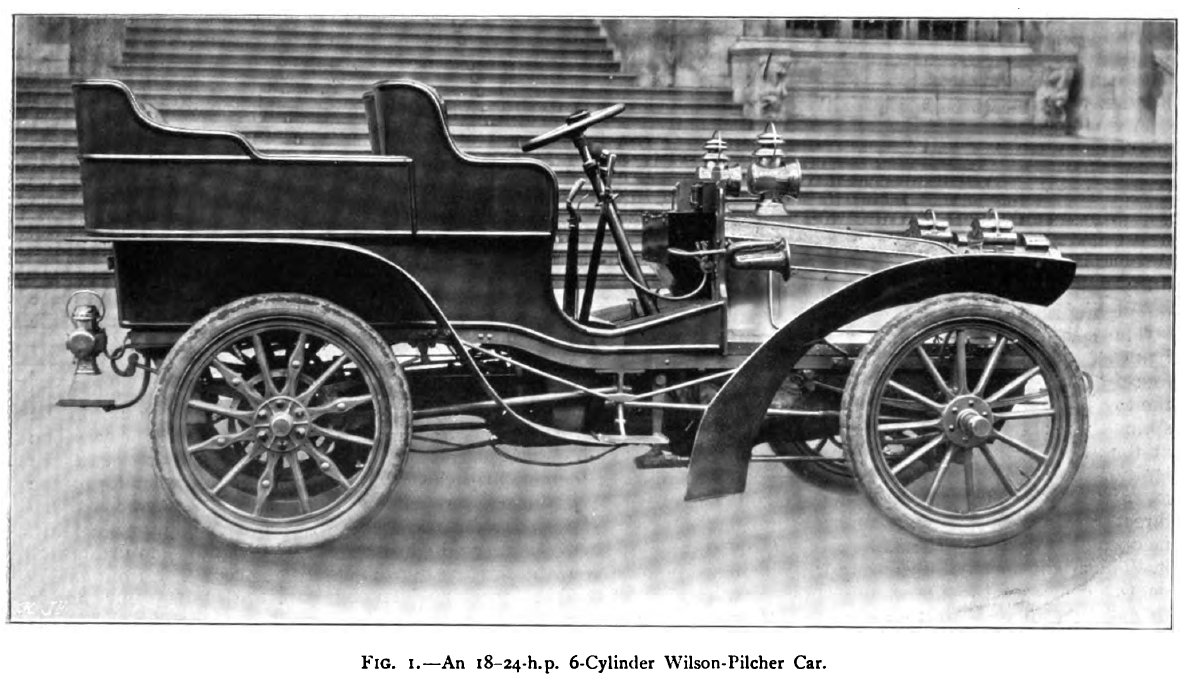
Un'auto Wilson-Pilcher del 1904

Dopo la morte di Pilcher, passò alla costruzione dell'autovettura Wilson-Pilcher, lanciata nel 1900. Questa vettura era davvero notevole in quanto era disponibile con un motore a quattro o sei cilindri, che erano molto ben bilanciati e con un baricentro basso che conferiva una buona stabilità alla vettura. Ogni cilindro, raffreddato ad acqua, era separato e identico per entrambi i motori, con alesaggio e corsa di 95,25 mm, per una cilindrata di 2715 cc per il quattro cilindri e 4072 cc per il sei cilindri. I cilindri erano leggermente sfalsati con perni di manovella separati e l'albero motore aveva cuscinetti intermedi tra ogni coppia di cilindri.
Anche il cambio dell'auto era nuovo, con doppi ingranaggi epicicloidali e imbullonato direttamente al motore. Ciò consentiva quattro velocità, con trasmissione diretta nella marcia più alta. Tutti gli ingranaggi erano elicoidali e immersi in un bagno d'olio, rendendo la trasmissione molto silenziosa. La retromarcia era incorporata nell'asse posteriore, così come il tamburo del freno a pedale, il tutto alloggiato in un robusto involucro di alluminio.
Dopo essersi sposato nel 1904, si unì ad Armstrong Whitworth che rilevò la produzione dell'auto Wilson-Pilcher. Dal 1908 al 1914 lavorò con J &amp; E Hall di Dartford progettando il camion Hallford che fu ampiamente utilizzato dall'esercito britannico durante la prima guerra mondiale.
L'unica auto Wilson-Pilcher superstite conosciuta è una versione a quattro cilindri che è stata mantenuta dalla fabbrica di Amstrong Whitworth e dopo il restauro, negli anni '40, è stata regalata a W.G. Wilson negli anni '50. È rimasta di proprietà della famiglia Wilson (essendo stata esposta in vari musei) fino al 2012 quando è stata venduta all'asta a un collezionista privato.

## Carri armati
Con lo scoppio della prima guerra mondiale, Wilson si unì alla marina e alla Royal Naval Blind Car Division, che proteggeva il Royal Naval Air Service in Francia. Quando l'Ammiragliato iniziò a indagare sui veicoli corazzati da combattimento sotto il Landships Committee, nel 1915, gli fu assegnato il 20º Squadrone e Wilson fu incaricato degli esperimenti. Lavorò con l'ingegnere agricolo William Tritton dando vita al primo carro armato britannico chiamato "Little Willie". Su suggerimento di Wilson, i cingoli furono estesi intorno al veicolo. Questo secondo progetto (prima chiamato "Wilson", poi "Centipede", poi "Big Willie" e infine "Mother") divenne il prototipo del carro armato Mark I.
Progettando molti dei primi carri armati britannici, incorporò un ingranaggio epicicloidale che fu utilizzato nel carro armato Mark V per consentirgli di essere guidato da un singolo pilota piuttosto che dai quattro precedentemente necessari. Nel 1937, fornì un nuovo design dello sterzo che dava un raggio di sterzata più ampio a velocità più elevate.
Si trasferì nell'esercito britannico nel 1916, diventando un maggiore nel ramo pesante del Machine Gun Corps - l'embrionale Tank Corps. Fu menzionato due volte nei dispacci e fu nominato Compagno dell'Ordine di San Michele e San Giorgio il 4 giugno 1917.

## Cambio automatico Wilson
Nel 1928 inventò un cambio automatico e fondò la Improved Gears Ltd con J.D. Siddeley per sviluppare commercialmente il design. Improved Gears in seguito divenne Self-Changing Gears Ltd. I cambi automatici Wilson erano disponibili sulla maggior parte delle successive automobili Armstrong Siddeley, prodotte fino al 1960, così come sulle automobili Daimler, Lanchester, Talbot, ERA, AC, Invicta e Riley, nonché su autobus, vagoni ferroviari e motolance.
Il suo lavoro sugli ingranaggi è stato utilizzato in molti carri armati britannici.

## Morte
Wilson morì il 1 ° luglio 1957.